# Шёнвальде (Тангерхютте)
Шёнвальде (нем. Schönwalde) — деревня в Германии, в земле Саксония-Анхальт, входит в район Штендаль в составе городского округа Тангерхютте.
Население составляет 102 человека (на 31 декабря 2013 года). Занимает площадь 5,01 км².

## История
Первое упоминание о поселении относится к 1191 году.
31 мая 2010 года, после проведённых реформ, Шёнвальде вошёл в состав городского округа Тангерхютте в качестве района.

## Галерея

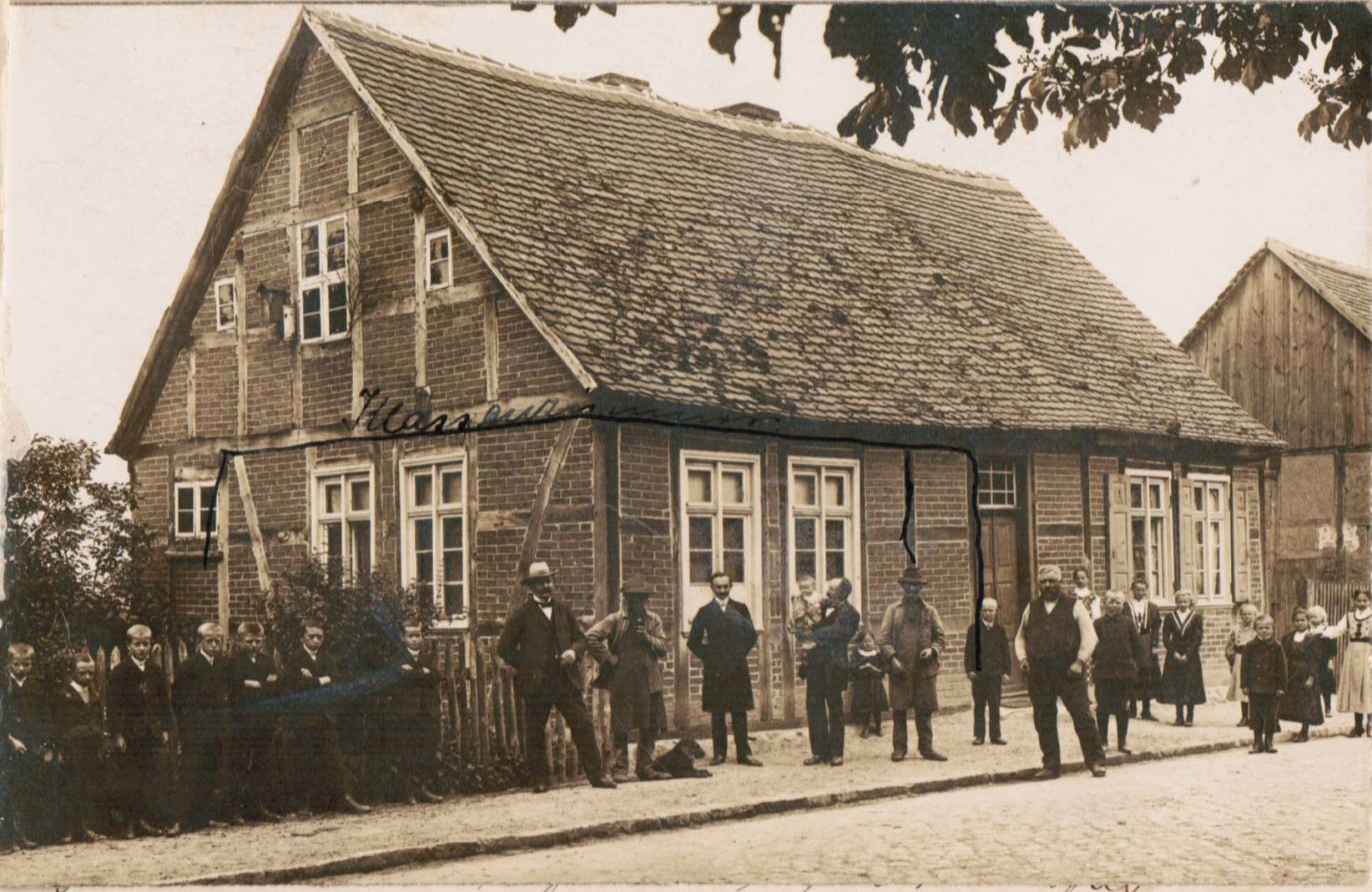
Школа в Шёнвальде, 1909 год